# Galiciuica (gmina)
Galiciuica – gmina w Rumunii, w okręgu Dolj. Obejmuje tylko jedną miejscowość Galiciuica. W 2011 roku liczyła 1512 mieszkańców.